# Алтфорст
Алтфорст (нід. Altforst) — село в нідерландській провінції Гелдерланд. Входить до муніципалітету Вест-Мас-ен-Вал. Перша згадка про населений пункт датується 1134 роком.

## Галерея

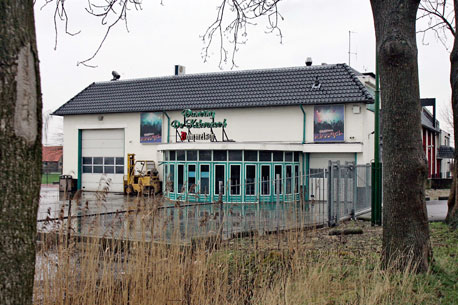
Сільська дискотека
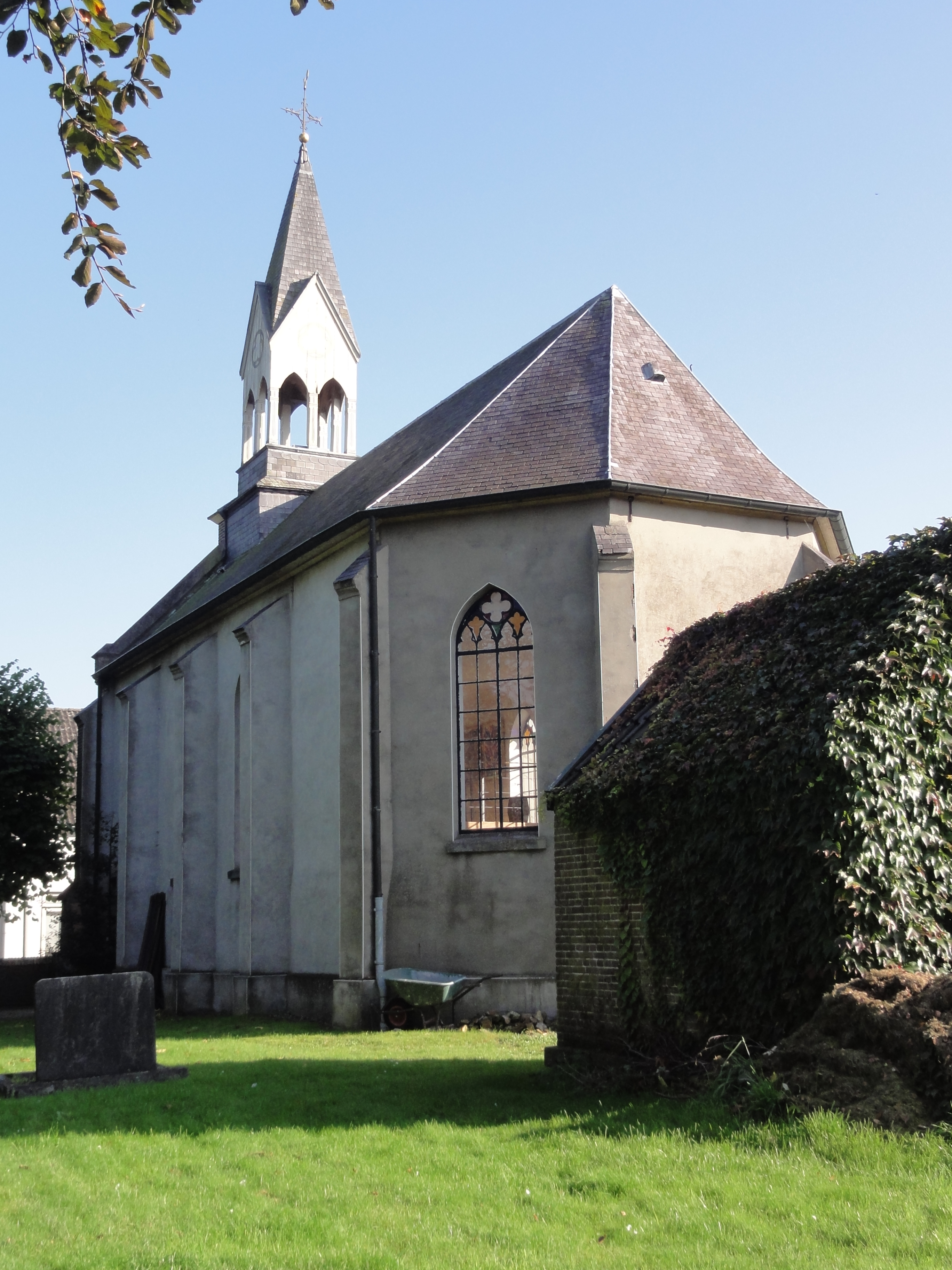
Реформістська церква